# Đội tuyển bóng đá quốc gia Sénégal
Đội tuyển bóng đá quốc gia Sénégal (tiếng Pháp: Équipe du Sénégal de football) là đội tuyển đại diện cho Sénégal tại các giải đấu bóng đá nam quốc tế. Đội được quản lý bởi Liên đoàn bóng đá Sénégal (FSF), là thành viên của Liên đoàn bóng đá thế giới (FIFA) và Liên đoàn bóng đá châu Phi (CAF).
Trận đấu quốc tế đầu tiên của đội tuyển Sénégal là cuộc đối đầu với Bénin vào năm 1961. Những thành tích tốt nhất của đội cho đến nay là lọt vào tứ kết World Cup 2002 ngay trong lần đầu tham dự giải và chức vô địch CAN 2021.

## Danh hiệu
Cúp bóng đá châu Phi
Vô địch: 2021
Á quân: 2002, 2019
Vô địch WAFU Cup: 0
Á quân: 2010; 2013

## Thành tích tại các giải đấu quốc tế

### Giải bóng đá vô địch thế giới
| Năm           | Thành tích                          | Thứ hạng                            | Pld                                 | W                                   | D                                   | L                                   | GF                                  | GA                                  |
| ------------- | ----------------------------------- | ----------------------------------- | ----------------------------------- | ----------------------------------- | ----------------------------------- | ----------------------------------- | ----------------------------------- | ----------------------------------- |
| 1930 đến 1962 | Không tham dự là thuộc địa của Pháp | Không tham dự là thuộc địa của Pháp | Không tham dự là thuộc địa của Pháp | Không tham dự là thuộc địa của Pháp | Không tham dự là thuộc địa của Pháp | Không tham dự là thuộc địa của Pháp | Không tham dự là thuộc địa của Pháp | Không tham dự là thuộc địa của Pháp |
| 1966          | Bỏ cuộc                             | Bỏ cuộc                             | Bỏ cuộc                             | Bỏ cuộc                             | Bỏ cuộc                             | Bỏ cuộc                             | Bỏ cuộc                             | Bỏ cuộc                             |
| 1970 đến 1998 | Không vượt qua vòng loại            | Không vượt qua vòng loại            | Không vượt qua vòng loại            | Không vượt qua vòng loại            | Không vượt qua vòng loại            | Không vượt qua vòng loại            | Không vượt qua vòng loại            | Không vượt qua vòng loại            |
| 2002          | Tứ kết                              | 7th                                 | 5                                   | 2                                   | 2                                   | 1                                   | 7                                   | 6                                   |
| 2006 đến 2014 | Không vượt qua vòng loại            | Không vượt qua vòng loại            | Không vượt qua vòng loại            | Không vượt qua vòng loại            | Không vượt qua vòng loại            | Không vượt qua vòng loại            | Không vượt qua vòng loại            | Không vượt qua vòng loại            |
| 2018          | Vòng 1                              | 17th                                | 3                                   | 1                                   | 1                                   | 1                                   | 4                                   | 4                                   |
| 2022          | Vòng 2                              | 11th                                | 4                                   | 2                                   | 0                                   | 2                                   | 5                                   | 7                                   |
| 2026 đến 2034 | Chưa xác định                       | Chưa xác định                       | Chưa xác định                       | Chưa xác định                       | Chưa xác định                       | Chưa xác định                       | Chưa xác định                       | Chưa xác định                       |
| Tổng cộng     | 1 lần tứ kết                        | 3/22                                | 12                                  | 5                                   | 3                                   | 4                                   | 16                                  | 17                                  |

### Cúp bóng đá châu Phi
| Năm       | Thành tích                          | Thứ hạng                            | Pld                                 | W                                   | D                                   | L                                   | GF                                  | GA                                  |
| --------- | ----------------------------------- | ----------------------------------- | ----------------------------------- | ----------------------------------- | ----------------------------------- | ----------------------------------- | ----------------------------------- | ----------------------------------- |
| 1957      | Không tham dự là thuộc địa của Pháp | Không tham dự là thuộc địa của Pháp | Không tham dự là thuộc địa của Pháp | Không tham dự là thuộc địa của Pháp | Không tham dự là thuộc địa của Pháp | Không tham dự là thuộc địa của Pháp | Không tham dự là thuộc địa của Pháp | Không tham dự là thuộc địa của Pháp |
| 1959      | Không tham dự là thuộc địa của Pháp | Không tham dự là thuộc địa của Pháp | Không tham dự là thuộc địa của Pháp | Không tham dự là thuộc địa của Pháp | Không tham dự là thuộc địa của Pháp | Không tham dự là thuộc địa của Pháp | Không tham dự là thuộc địa của Pháp | Không tham dự là thuộc địa của Pháp |
| 1962      | Không tham dự là thuộc địa của Pháp | Không tham dự là thuộc địa của Pháp | Không tham dự là thuộc địa của Pháp | Không tham dự là thuộc địa của Pháp | Không tham dự là thuộc địa của Pháp | Không tham dự là thuộc địa của Pháp | Không tham dự là thuộc địa của Pháp | Không tham dự là thuộc địa của Pháp |
| 1963      | Không tham dự là thuộc địa của Pháp | Không tham dự là thuộc địa của Pháp | Không tham dự là thuộc địa của Pháp | Không tham dự là thuộc địa của Pháp | Không tham dự là thuộc địa của Pháp | Không tham dự là thuộc địa của Pháp | Không tham dự là thuộc địa của Pháp | Không tham dự là thuộc địa của Pháp |
| 1965      | Hạng tư                             | 4th                                 | 3                                   | 1                                   | 1                                   | 1                                   | 5                                   | 2                                   |
| 1968      | Vòng 1                              | 5th                                 | 3                                   | 1                                   | 1                                   | 1                                   | 5                                   | 5                                   |
| 1970      | Không vượt qua vòng loại            | Không vượt qua vòng loại            | Không vượt qua vòng loại            | Không vượt qua vòng loại            | Không vượt qua vòng loại            | Không vượt qua vòng loại            | Không vượt qua vòng loại            | Không vượt qua vòng loại            |
| 1972      | Không vượt qua vòng loại            | Không vượt qua vòng loại            | Không vượt qua vòng loại            | Không vượt qua vòng loại            | Không vượt qua vòng loại            | Không vượt qua vòng loại            | Không vượt qua vòng loại            | Không vượt qua vòng loại            |
| 1974      | Không vượt qua vòng loại            | Không vượt qua vòng loại            | Không vượt qua vòng loại            | Không vượt qua vòng loại            | Không vượt qua vòng loại            | Không vượt qua vòng loại            | Không vượt qua vòng loại            | Không vượt qua vòng loại            |
| 1976      | Không vượt qua vòng loại            | Không vượt qua vòng loại            | Không vượt qua vòng loại            | Không vượt qua vòng loại            | Không vượt qua vòng loại            | Không vượt qua vòng loại            | Không vượt qua vòng loại            | Không vượt qua vòng loại            |
| 1978      | Không vượt qua vòng loại            | Không vượt qua vòng loại            | Không vượt qua vòng loại            | Không vượt qua vòng loại            | Không vượt qua vòng loại            | Không vượt qua vòng loại            | Không vượt qua vòng loại            | Không vượt qua vòng loại            |
| 1980      | Không tham dự                       | Không tham dự                       | Không tham dự                       | Không tham dự                       | Không tham dự                       | Không tham dự                       | Không tham dự                       | Không tham dự                       |
| 1982      | Không vượt qua vòng loại            | Không vượt qua vòng loại            | Không vượt qua vòng loại            | Không vượt qua vòng loại            | Không vượt qua vòng loại            | Không vượt qua vòng loại            | Không vượt qua vòng loại            | Không vượt qua vòng loại            |
| 1984      | Không vượt qua vòng loại            | Không vượt qua vòng loại            | Không vượt qua vòng loại            | Không vượt qua vòng loại            | Không vượt qua vòng loại            | Không vượt qua vòng loại            | Không vượt qua vòng loại            | Không vượt qua vòng loại            |
| 1986      | Vòng 1                              | 5th                                 | 3                                   | 2                                   | 0                                   | 1                                   | 3                                   | 1                                   |
| 1988      | Không vượt qua vòng loại            | Không vượt qua vòng loại            | Không vượt qua vòng loại            | Không vượt qua vòng loại            | Không vượt qua vòng loại            | Không vượt qua vòng loại            | Không vượt qua vòng loại            | Không vượt qua vòng loại            |
| 1990      | Hạng tư                             | 4th                                 | 5                                   | 1                                   | 2                                   | 2                                   | 3                                   | 3                                   |
| 1992      | Tứ kết                              | 5th                                 | 3                                   | 1                                   | 0                                   | 2                                   | 4                                   | 3                                   |
| 1994      | Tứ kết                              | 8th                                 | 3                                   | 1                                   | 0                                   | 2                                   | 2                                   | 3                                   |
| 1996      | Không vượt qua vòng loại            | Không vượt qua vòng loại            | Không vượt qua vòng loại            | Không vượt qua vòng loại            | Không vượt qua vòng loại            | Không vượt qua vòng loại            | Không vượt qua vòng loại            | Không vượt qua vòng loại            |
| 1998      | Không vượt qua vòng loại            | Không vượt qua vòng loại            | Không vượt qua vòng loại            | Không vượt qua vòng loại            | Không vượt qua vòng loại            | Không vượt qua vòng loại            | Không vượt qua vòng loại            | Không vượt qua vòng loại            |
| 2000      | Tứ kết                              | 7th                                 | 4                                   | 1                                   | 1                                   | 2                                   | 6                                   | 6                                   |
| 2002      | Á quân                              | 2nd                                 | 6                                   | 4                                   | 2                                   | 0                                   | 6                                   | 1                                   |
| 2004      | Tứ kết                              | 6th                                 | 4                                   | 1                                   | 2                                   | 1                                   | 4                                   | 2                                   |
| 2006      | Hạng tư                             | 4th                                 | 6                                   | 2                                   | 0                                   | 4                                   | 7                                   | 8                                   |
| 2008      | Vòng 1                              | 12th                                | 3                                   | 0                                   | 2                                   | 1                                   | 4                                   | 6                                   |
| 2010      | Không vượt qua vòng loại            | Không vượt qua vòng loại            | Không vượt qua vòng loại            | Không vượt qua vòng loại            | Không vượt qua vòng loại            | Không vượt qua vòng loại            | Không vượt qua vòng loại            | Không vượt qua vòng loại            |
| 2012      | Vòng 1                              | 13th                                | 3                                   | 0                                   | 0                                   | 3                                   | 3                                   | 6                                   |
| 2013      | Không vượt qua vòng loại            | Không vượt qua vòng loại            | Không vượt qua vòng loại            | Không vượt qua vòng loại            | Không vượt qua vòng loại            | Không vượt qua vòng loại            | Không vượt qua vòng loại            | Không vượt qua vòng loại            |
| 2015      | Vòng 1                              | 9th                                 | 3                                   | 1                                   | 1                                   | 1                                   | 3                                   | 4                                   |
| 2017      | Tứ kết                              | 5th                                 | 4                                   | 2                                   | 2                                   | 0                                   | 6                                   | 2                                   |
| 2019      | Á quân                              | 2nd                                 | 7                                   | 5                                   | 0                                   | 2                                   | 8                                   | 2                                   |
| 2021      | Vô địch                             | 1st                                 | 7                                   | 4                                   | 3                                   | 0                                   | 9                                   | 2                                   |
| 2023      | Vòng 2                              | 9th                                 | 4                                   | 3                                   | 1                                   | 0                                   | 9                                   | 2                                   |
| 2025      | Vượt qua vòng loại                  | Vượt qua vòng loại                  | Vượt qua vòng loại                  | Vượt qua vòng loại                  | Vượt qua vòng loại                  | Vượt qua vòng loại                  | Vượt qua vòng loại                  | Vượt qua vòng loại                  |
| 2027      | Chưa xác định                       | Chưa xác định                       | Chưa xác định                       | Chưa xác định                       | Chưa xác định                       | Chưa xác định                       | Chưa xác định                       | Chưa xác định                       |
| Tổng cộng | 1 lần vô địch                       | 17/34                               | 71                                  | 30                                  | 18                                  | 23                                  | 87                                  | 58                                  |

## Kết quả thi đấu

### 2024
| 8 tháng 1 Giao hữu | Sénégal          | 1–0      | Niger | Diamniadio, Sénégal                           |  |
| 18:00 UTC±0        | - F. Mendy 90+9' | Chi tiết |       | Sân vận động: Sân vận động Olympic Diamniadio |  |

| 15 tháng 1 Bảng C CAN 2023 | Sénégal                         | 3–0      | Gambia | Yamoussoukro, Bờ Biển Ngà                                                                              |  |
| 14:00 UTC±0                | - P. Gueye 4' - Camara 52', 86' | Chi tiết |        | Sân vận động: Sân vận động Charles Konan Banny Lượng khán giả: 7,896 Trọng tài: Redouane Jiyed (Maroc) |  |

| 19 tháng 1 Bảng C CAN 2023 | Sénégal                                    | 3–1      | Cameroon          | Yamoussoukro, Bờ Biển Ngà                                                                          |  |
| 17:00 UTC±0                | - I. Sarr 16' - H. Diallo 71' - Mané 90+5' | Chi tiết | - Castelletto 83' | Sân vận động: Sân vận động Charles Konan Banny Lượng khán giả: 19,176 Trọng tài: Mahmood Ismail () |  |

| 23 tháng 1 Bảng C CAN 2023 | Guinée | 0–2      | Sénégal                    | Yamoussoukro, Bờ Biển Ngà                                                                                            |  |
| 17:00 UTC±0                |        | Chi tiết | - Seck 61' - I. Ndiaye 90' | Sân vận động: Sân vận động Charles Konan Banny Lượng khán giả: 15,753 Trọng tài: Pacifique Ndabihawenimana (Burundi) |  |

| 29 tháng 1 Vòng 16 đội CAN 2023 | Sénégal | 1–1 (s.h.p.) (4–5 p) | Bờ Biển Ngà | Yamoussoukro, Bờ Biển Ngà                      |
|                                 |         |                      |             | Sân vận động: Sân vận động Charles Konan Banny |

| 22 tháng 3 Giao hữu | Sénégal                                           | 3–0      | Gabon | Amiens, Pháp                                                            |  |
| 20:30 UTC+1         | - Appindangoyé 12' (l.n.) - Faye 44' - Mané 90+2' | Chi tiết |       | Sân vận động: Sân vận động Licorne Trọng tài: Stephanie Frappart (Pháp) |  |

| 26 tháng 3 Giao hữu | Sénégal            | 1–0      | Bénin | Amiens, Pháp                                                         |  |
| 20:30 UTC+1         | - Mané 59' (ph.đ.) | Chi tiết |       | Sân vận động: Sân vận động Licorne Trọng tài: Jérémie Pignard (Pháp) |  |

| 6 tháng 6 Vòng loại FIFA World Cup 2026 | Sénégal         | 1–1      | CHDC Congo   | Diamniadio, Sénégal                                                            |  |
| 19:00 UTC±0                             | - I. Sarr 45+1' | Chi tiết | - Mayele 85' | Sân vận động: Sân vận động Olympic Diamniadio Trọng tài: Mutaz Ibrahim (Libya) |  |

| 9 tháng 6 Vòng loại FIFA World Cup 2026 | Mauritanie | 0–1      | Sénégal      | Nouakchott, Mauritanie                                                           |  |
| 16:00 UTC±0                             |            | Chi tiết | - Diallo 27' | Sân vận động: Sân vận động Cheikha Ould Boïdiya Trọng tài: Samir Guezzaz (Maroc) |  |

| 2 tháng 9 Vòng loại CAN 2025 | Sénégal | v | Burkina Faso |  |  |
|                              |         |   |              |  |  |

| 6 tháng 9 Vòng loại CAN 2025 | Burundi | v | Sénégal |  |  |
|                              |         |   |         |  |  |

| 11 tháng 10 Vòng loại CAN 2025 | Sénégal | v | Malawi |  |  |
|                                |         |   |        |  |  |

| 15 tháng 10 Vòng loại CAN 2025 | Malawi | v | Sénégal |  |  |
|                                |        |   |         |  |  |

| 11 tháng 11 Vòng loại CAN 2025 | Burkina Faso | v | Sénégal |  |  |
|                                |              |   |         |  |  |

| 15 tháng 11 Vòng loại CAN 2025 | Sénégal | v | Burundi |  |  |
|                                |         |   |         |  |  |

## Cầu thủ

### Đội hình hiện tại
Đây là đội hình tham dự CAN 2023.

Các số liệu thống kê tính đến 29 tháng 1 năm 2024, sau trận gặp Bờ Biển Ngà.
| Số | VT | Cầu thủ                        | Ngày sinh (tuổi)  | Trận | Bàn | Câu lạc bộ        |
| -- | -- | ------------------------------ | ----------------- | ---- | --- | ----------------- |
| 1  | TM | Alfred Gomis                   | 23 tháng 11, 1994 | 16   | 0   | Lorient           |
| 16 | TM | Édouard Mendy                  | 1 tháng 3, 1992   | 37   | 0   | Al-Ahli           |
| 23 | TM | Mory Diaw                      | 22 tháng 6, 1993  | 1    | 0   | Clermont          |
|    |    |                                |                   |      |     |                   |
| 2  | HV | Formose Mendy                  | 2 tháng 1, 2001   | 6    | 1   | Lorient           |
| 3  | HV | Kalidou Koulibaly (đội trưởng) | 20 tháng 6, 1991  | 80   | 1   | Al-Hilal          |
| 4  | HV | Abdoulaye Seck                 | 4 tháng 6, 1992   | 9    | 2   | Maccabi Haifa     |
| 12 | HV | Fodé Ballo-Touré               | 3 tháng 1, 1997   | 16   | 0   | Fulham            |
| 14 | HV | Ismail Jakobs                  | 17 tháng 8, 1999  | 17   | 0   | Monaco            |
| 19 | HV | Moussa Niakhaté                | 8 tháng 3, 1996   | 10   | 0   | Nottingham Forest |
| 21 | HV | Youssouf Sabaly                | 5 tháng 3, 1993   | 32   | 1   | Real Betis        |
| 22 | HV | Abdou Diallo                   | 4 tháng 5, 1996   | 30   | 2   | Al-Arabi          |
| 27 | HV | Abdoulaye Ndiaye               | 10 tháng 4, 2002  | 1    | 0   | Troyes            |
|    |    |                                |                   |      |     |                   |
| 5  | TV | Idrissa Gueye                  | 26 tháng 9, 1989  | 110  | 7   | Everton           |
| 6  | TV | Nampalys Mendy                 | 23 tháng 6, 1992  | 30   | 0   | Lens              |
| 8  | TV | Cheikhou Kouyaté               | 21 tháng 12, 1989 | 91   | 4   | Nottingham Forest |
| 11 | TV | Pathé Ciss                     | 16 tháng 3, 1994  | 15   | 0   | Rayo Vallecano    |
| 15 | TV | Krépin Diatta                  | 25 tháng 2, 1999  | 42   | 2   | Monaco            |
| 17 | TV | Pape Matar Sarr                | 14 tháng 9, 2002  | 21   | 1   | Tottenham Hotspur |
| 25 | TV | Lamine Camara                  | 1 tháng 1, 2004   | 6    | 3   | Metz              |
| 26 | TV | Pape Gueye                     | 24 tháng 1, 1999  | 21   | 1   | Marseille         |
|    |    |                                |                   |      |     |                   |
| 7  | TĐ | Nicolas Jackson                | 20 tháng 6, 2001  | 11   | 0   | Chelsea           |
| 9  | TĐ | Bamba Dieng                    | 23 tháng 3, 2000  | 19   | 2   | Lorient           |
| 10 | TĐ | Sadio Mané                     | 10 tháng 4, 1992  | 105  | 41  | Al-Nassr          |
| 13 | TĐ | Iliman Ndiaye                  | 6 tháng 3, 2000   | 16   | 2   | Marseille         |
| 18 | TĐ | Ismaïla Sarr                   | 25 tháng 2, 1998  | 61   | 12  | Marseille         |
| 20 | TĐ | Habib Diallo                   | 18 tháng 6, 1995  | 26   | 6   | Al-Shabab         |
| 24 | TĐ | Abdallah Sima                  | 17 tháng 6, 2001  | 5    | 0   | Rangers           |

### Triệu tập gần đây
| Vt | Cầu thủ               | Ngày sinh (tuổi)  | Số trận | Bt | Câu lạc bộ          | Lần cuối triệu tập             |
| --- | --------------------- | ----------------- | ------- | -- | ------------------- | ------------------------------ |
| TM | Seny Dieng            | 23 tháng 11, 1994 | 5       | 0  | Middlesbrough       | 2023 Africa Cup of Nations INJ |
| TM | Papa Mamadou Sy       | 2 tháng 5, 1997   | 7       | 0  | R.F.C. Seraing      | 2023 Africa Cup of Nations PRE |
| TM | Bingourou Kamara      | 21 tháng 10, 1996 | 2       | 0  | Pau                 | 2023 Africa Cup of Nations PRE |
| TM | Alioune Badara Faty   | 3 tháng 9, 1999   | 0       | 0  | Mazembe             | 2023 Africa Cup of Nations PRE |
| TM | Abdoulaye Diakhaté    | 28 tháng 11, 1997 | 0       | 0  | ASC Jaraaf          | v. Rwanda, 9 September 2023    |
| TM | Marco Diouf           | 2 tháng 5, 1999   | 0       | 0  | Teungueth           | v. Rwanda, 9 September 2023    |
| TM | Prince Aly Gueye      | 4 tháng 6, 2000   | 0       | 0  | Stade de Mbour      | v. Rwanda, 9 September 2023    |
| |                       |                   |         |    |                     |                                |
| HV | Pape Abou Cissé       | 14 tháng 9, 1995  | 16      | 1  | Adana Demirspor     | 2023 Africa Cup of Nations PRE |
| HV | Ousmane Diouf         | 26 tháng 4, 1997  | 7       | 1  | Al-Hilal            | 2023 Africa Cup of Nations PRE |
| HV | Mamadou Sané          | 31 tháng 12, 2004 | 7       | 0  | Aris Limassol       | 2023 Africa Cup of Nations PRE |
| HV | Cheikh Sidibé         | 25 tháng 4, 1999  | 7       | 0  | Azam                | 2023 Africa Cup of Nations PRE |
| HV | Ousseynou Ba          | 11 tháng 11, 1995 | 2       | 0  | İstanbul Başakşehir | 2023 Africa Cup of Nations PRE |
| HV | Seydou Sano           | 28 tháng 10, 2004 | 0       | 0  | Al-Gharafa          | 2023 Africa Cup of Nations PRE |
| HV | Noah Fadiga           | 3 tháng 12, 1999  | 0       | 0  | Gent                | 2023 Africa Cup of Nations PRE |
| HV | Moussa N'Diaye        | 18 tháng 6, 2002  | 0       | 0  | Anderlecht          | 2023 Africa Cup of Nations PRE |
| HV | Mamadou Fall          | 21 tháng 11, 2002 | 0       | 0  | Barcelona B         | 2023 Africa Cup of Nations PRE |
| HV | Arouna Sangante       | 12 tháng 4, 2002  | 0       | 0  | Le Havre            | 2023 Africa Cup of Nations PRE |
| HV | Abdallah Ndour        | 20 tháng 12, 1993 | 1       | 0  | Guingamp            | v. Algérie, 12 September 2023  |
| HV | Cheikhou Oumar Ndiaye | 25 tháng 1, 2002  | 13      | 0  | R.F.C. Seraing      | v. Rwanda, 9 September 2023    |
| HV | Woula Sané            | 17 tháng 1, 2002  | 5       | 0  | Stade de Mbour      | v. Rwanda, 9 September 2023    |
| HV | Souleymane Basse      | 6 tháng 11, 2003  | 0       | 0  | Valenciennes        | v. Rwanda, 9 September 2023    |
| HV | Mohamed Camara        | 12 tháng 1, 2005  | 0       | 0  | Casa Sports         | v. Rwanda, 9 September 2023    |
| HV | Junior Marc Mendy     | 31 tháng 10, 2003 | 0       | 0  | Guédiawaye          | v. Rwanda, 9 September 2023    |
| HV | Mouhamed Welle        | 28 tháng 11, 2002 | 0       | 0  | ASC Jaraaf          | v. Rwanda, 9 September 2023    |
| |                       |                   |         |    |                     |                                |
| TV | Joseph Lopy           | 15 tháng 3, 1992  | 7       | 0  | Angers              | 2023 Africa Cup of Nations PRE |
| TV | Moustapha Name        | 5 tháng 5, 1995   | 6       | 0  | Pafos               | 2023 Africa Cup of Nations PRE |
| TV | Dion Lopy             | 2 tháng 2, 2002   | 3       | 0  | Almería             | 2023 Africa Cup of Nations PRE |
| TV | Alassane Ndao         | 31 tháng 12, 1996 | 3       | 0  | İstanbulspor        | 2023 Africa Cup of Nations PRE |
| TV | Mamadou Lamine Camara | 5 tháng 1, 2003   | 1       | 1  | Nahdat Berkane      | 2023 Africa Cup of Nations PRE |
| TV | Pape Ousmane Sakho    | 21 tháng 12, 1996 | 1       | 0  | Quevilly-Rouen      | 2023 Africa Cup of Nations PRE |
| TV | Rassoul Ndiaye        | 11 tháng 12, 2001 | 0       | 0  | Le Havre            | 2023 Africa Cup of Nations PRE |
| TV | Moussa N'Diaye        | 23 tháng 2, 2004  | 12      | 2  | Al-Nasr             | v. Rwanda, 9 September 2023    |
| TV | Ousmane Kané          | 23 tháng 6, 2001  | 9       | 0  | Tranmere Rovers     | v. Rwanda, 9 September 2023    |
| TV | Samba Lélé Diba       | 24 tháng 12, 2003 | 1       | 0  | Servette            | v. Rwanda, 9 September 2023    |
| TV | Pape Daouda Diong     | 15 tháng 6, 2006  | 1       | 0  | AF Darou Salam      | v. Rwanda, 9 September 2023    |
| TV | Pape Diop             | 4 tháng 9, 2003   | 1       | 0  | Zulte Waregem       | v. Rwanda, 9 September 2023    |
| TV | Alpha Amadou Touré    | 25 tháng 1, 2006  | 0       | 0  | Génération Foot     | v. Rwanda, 9 September 2023    |
| |                       |                   |         |    |                     |                                |
| TĐ | Boulaye Dia           | 16 tháng 11, 1996 | 26      | 6  | Salernitana         | 2023 Africa Cup of Nations INJ |
| TĐ | Famara Diédhiou       | 15 tháng 12, 1992 | 27      | 11 | Granada             | 2023 Africa Cup of Nations PRE |
| TĐ | Pape Amadou Diallo    | 25 tháng 6, 2004  | 7       | 2  | Metz                | 2023 Africa Cup of Nations PRE |
| TĐ | Mame Thiam            | 9 tháng 10, 1992  | 4       | 0  | Kayserispor         | 2023 Africa Cup of Nations PRE |
| TĐ | Cheikh Sabaly         | 4 tháng 3, 1999   | 1       | 0  | Metz                | 2023 Africa Cup of Nations PRE |
| TĐ | Demba Seck            | 10 tháng 2, 2001  | 1       | 0  | Torino              | 2023 Africa Cup of Nations PRE |
| TĐ | Ibrahima Wadji        | 5 tháng 5, 1995   | 0       | 0  | Saint-Étienne       | 2023 Africa Cup of Nations PRE |
| TĐ | Bouly Sambou          | 1 tháng 12, 1998  | 7       | 1  | Wydad Casablanca    | v. Rwanda, 9 September 2023    |
| TĐ | Cheikh Ibra Diouf     | 17 tháng 12, 2003 | 5       | 0  | Guédiawaye          | v. Rwanda, 9 September 2023    |
| TĐ | Amara Diouf           | 7 tháng 6, 2008   | 1       | 0  | Génération Foot     | v. Rwanda, 9 September 2023    |
| TĐ | Souleymane Faye       | 8 tháng 2, 2003   | 1       | 0  | Real Betis          | v. Rwanda, 9 September 2023    |
| TĐ | Idrissa Gueye         | 16 tháng 9, 2003  | 1       | 0  | Génération Foot     | v. Rwanda, 9 September 2023    |
| TĐ | Pape Berth Mboup      | 27 tháng 12, 1997 | 1       | 0  | ASC Jaraaf          | v. Rwanda, 9 September 2023    |
| TĐ | Samba Diallo          | 5 tháng 1, 2003   | 0       | 0  | Dynamo Kyiv         | v. Rwanda, 9 September 2023    |
| TĐ | Ibrahima Seck         | 19 tháng 5, 2004  | 0       | 0  | Gorée               | v. Rwanda, 9 September 2023    |
| - PRE Đội hình sơ bộ - INJ Cầu thủ rút lui vì chấn thương - RET Cầu thủ đã chia tay đội tuyển quốc gia |                       |                   |         |    |                     |                                |

## Kỷ lục
| #   | Tên cầu thủ       | Thời gian thi đấu | Số trận | Bàn thắng |
| --- | ----------------- | ----------------- | ------- | --------- |
| 1.  | Idrissa Gueye     | 2011–             | 107     | 7         |
| 2.  | Sadio Mané        | 2012–             | 105     | 41        |
| 3.  | Henri Camara      | 1999–2008         | 99      | 29        |
| 4.  | Cheikhou Kouyaté  | 2012–             | 91      | 4         |
| 5.  | Roger Mendy       | 1979–1995         | 87      | 3         |
| 6.  | Tony Sylva        | 1999–2008         | 83      | 0         |
| 7.  | Kalidou Koulibaly | 2015–             | 80      | 1         |
| 8.  | Jules Bocandé     | 1979–1993         | 73      | 20        |
| 9.  | Lamine Diatta     | 2000–2008         | 71      | 4         |
| 10. | El Hadji Diouf    | 2000–2008         | 70      | 24        |

| #  | Tên cầu thủ    | Thời gian thi đấu | Bàn thắng | Số trận |
| -- | -------------- | ----------------- | --------- | ------- |
| 1. | Sadio Mané     | 2012–             | 41        | 105     |
| 2. | Henri Camara   | 1999–2008         | 29        | 99      |
| 3. | El Hadji Diouf | 2000–2008         | 24        | 70      |
| 4. | Jules Bocandé  | 1979–1993         | 20        | 73      |
| 4. | Mamadou Niang  | 2002–2012         | 20        | 54      |
| 6. | Moussa Sow     | 2009–2018         | 19        | 50      |
| 7. | Papiss Cissé   | 2009–2015         | 17        | 36      |
| 8. | Mamadou Diallo | 1989–1999         | 15        | 35      |
| 9. | Moussa Konaté  | 2012–2019         | 12        | 34      |
| 9. | Ismaila Sarr   | 2016–             | 12        | 61      |

|  |  |